# Пайк, Эприлинн
Эприлинн Пайк (англ. Aprilynne Pike; родилась в 1981 году в Солт-Лейк-Сити, штат Юта) — американская писательница-новеллист.
В детстве жила в Финиксе (штат Аризона), среднюю школу окончила в Айдахо. Затем три года училась в колледже Льюиса-Кларка (Lewis-Clark State College), расположенном в Левистоне (штат Айдахо), где изучала писательское искусство и театр, получила степень бакалавра искусств (BA in Creative Writing). В то же время вышла замуж за Кеннета Пайка, с которым познакомилась во время его двухгодичной службы в мормонской церкви.
После окончания колледжа Эприлинн переехала в Прово, штат Юта, где её муж изучал философию. После рождения ребёнка вынуждена была оставить работу. Именно тогда Эприлинн впервые попробовала написать свой первый роман. Она окончила курсы редакторов в частном мормонском Университете Бригама Янга. Некоторое время муж Эприлинн работал в Финиксе (Аризона), здесь родился их второй ребёнок, затем семья вернулась в Прово. К тому времени у Эприлинн уже было три законченных романа, однако ей не удавалось найти издателя. Тогда она решила писать романы для подростков и закончила книгу за несколько недель до рождения своего третьего ребёнка. Дебютный роман Эприлинн Пайк «Крылья» («Wings», 2009) вышел в издательстве «HarperTeen» несколько недель спустя после того, как Кеннет окончил юридический факультет, и их семья перебралась в Аризону, где они и живут в настоящее время.
«Крылья» — роман, рассчитанный на аудиторию девочек-подростков; он рассказывает о школьнице, которая узнала, что на самом деле она — фея. Роман попал в список бестселлеров «New York Times». Эприлинн Пайк написала ещё три продолжения «Крыльев»; второй роман, «Чары» («Spells» ) вышел в мае 2010, третий, «Миражи» («Illusions») — в 2011 году. На 2013 год существует четыре книги: первая «Крылья», вторая «Чары», третья «Миражи» и четвертая «Предначертание». Права на экранизацию «Крыльев» куплены кинокомпанией «Walt Disney».

## Издания на русском языке
В 2010 году издательством Эксмо были выпущен комплект из 4 книг Эприлинн Пайк. В серию вошли романы:
1. Крылья («Wings»)
2. Чары («Spells»)
3. Миражи («Illusions»)
4. Предначертание(«Destined»)